# Codex Floriacensis
Codex Floriacensis (oznaczany jako h w systemie tradycyjnym oraz jako 55 w systemie Beurona) – łaciński manuskrypt Nowego Testamentu datowany na VI wiek. Jego tekst jest spisany na welinie, dodatkowo jest to palimpsest. Inne nazwy tego manuskryptu to Fleury Palimpsest oraz Palimpsestus Floriacensis. Jeden z ośmiu starych łacińskich rękopisów zawierających tekst Apokalipsy św. Jana.

## Opis
Rękopis zawiera tekst Nowego Testamentu, z wyjątkiem czterech Ewangelii i listów Pawła z licznymi lukami. Tylko 33 z 193 kart przetrwały do naszych czasów. Rozmiary stron wynoszą 24 na 18 cm.
Prawdopodobna kolejność ksiąg była następująca: Apokalipsa św. Jana, Dzieje Apostolskie, 1. List Piotra, 2. List Piotra oraz 1. List Jana.
Łaciński tekst kodeksu reprezentował staro-łaciński przekład Nowego Testamentu (Afra).

### Zawartość
Apokalipsa Jana: 1,1-2,1; 8,7-9,12; 11,16-12,5; 12,6-14; 14,15-16,5; Dzieje Apostolskie: 3,2-4,18; 5,23-7,2; 7,42-8.2; 9,4-23; 14.5-23; 17,34-18,19; 23,8-24; 26,2-27,13; 1. List Piotra 4,17-5,14; 2. List Piotra 1,1-2.6; 1. List Jana 1:8-3,20.
Zawiera wiele błędów pisarskich.  Tekst Dziejów Apostolskich 28: 1-13 jest streszczony. W księdze Dziejów Apostolskich istnieje tylko 10 różnic z tekstem cytowanym w Testimonia Cypriana. Istnieją również pewne podobieństwa tekstowe z Codex Glazier.

## Historia
Gregory datował ten rękopis na VII wiek, natomiast Bruce M. Metzger na VI wiek.
Jest to palimpsest, górny tekst zawiera traktaty Boecjusza i Izydora z Sewilli.
Zgodnie z napisem na stronie 130 należał w XI w. do słynnego opactwa benedyktyńskiego Fleury na Loire (stąd nazwa kodeksu).
Tekst kodeksu został zbadany przez Konstantina von Tischendorfa (tekst Apokalipsy), Hermann von Soden zbadał tekst Dziejów Apostolskich, Edgar S. Buchanan zbadał tekst Apokalipsy św Jana i Dziejów Apostolskich. Sabatier porównał pierwsze trzy strony. Johannes Belsheim opublikował kilka fragmentów w 1887 roku, a Samuel Berger opublikował w 1889 roku pełny tekst kodeksu.
Kodeks znajduje się w Bibliothèque nationale de France (łac. 6400 G) w Paryżu.